# Francis Seymour-Conway, III marchese di Hertford
Francis Seymour-Conway, III marchese di Hertford (11 marzo 1777 – 1º marzo 1842), è stato un politico britannico.

## Biografia
Era l'unico figlio di Francis Seymour-Conway, II marchese di Hertford, e della sua seconda moglie, Isabella Ingram.

## Carriera politica
Fu deputato per Orford (1797-1802), per Lisburn (1802-1812), per Antrim (1812-1818) e per Camelford (1820-1822). Nel marzo 1812 entrò nel Privy Council e nominato Vice Ciambellano sotto Spencer Perceval.
Nel 1822 succedette al padre e venne nominato cavaliere della Giarrettiera.

## Matrimonio
Sposò, il 18 maggio 1798, Maria Emilia Fagnani, presumibilmente figlia illegittima del IV duca di Queensberry e di una nobile italiana. Ebbero tre figli:
- Lady Maria Francis Seymour-Conway (1822)
- Richard Seymour-Conway, IV marchese di Hertford (1800-1870)
- Lord Henry Seymour-Conway (1805-1859)

## Morte
Morì il 1º marzo 1842, a 64 anni, a Dorchester House.

## Ascendenza
|                                                           |                    |                                         | Genitori                                      |  |  | Nonni |  |  | Bisnonni                                      |  |  | Trisnonni                        |  |
|                                                           |                    |                                         |                                               |  |  |       |  |  | 8. Francis Seymour-Conway, I barone di Conway |  |  | 16. Edward Seymour, IV baronetto |  |
|                                                           |                    |                                         |                                               |  |  |       |  |  | 8. Francis Seymour-Conway, I barone di Conway |  |  | 16. Edward Seymour, IV baronetto |  |
|                                                           |                    | 17. Letitia Popham                      |                                               |  |  |       |  |  | 8. Francis Seymour-Conway, I barone di Conway |  |  |                                  |  |
| 4. Francis Seymour-Conway, I marchese di Hertford         |                    |                                         |                                               |  |  |       |  |  | 8. Francis Seymour-Conway, I barone di Conway |  |  |                                  |  |
|                                                           |                    | 9. Charlotte Shorter                    | 18. John Shorter                              |  |  |       |  |  |                                               |  |  |                                  |  |
|                                                           |                    | 9. Charlotte Shorter                    | 18. John Shorter                              |  |  |       |  |  |                                               |  |  |                                  |  |
|                                                           |                    | 9. Charlotte Shorter                    | 19. Elizabeth Phillips                        |  |  |       |  |  |                                               |  |  |                                  |  |
| 2. Francis Ingram-Seymour-Conway, II marchese di Hertford |                    | 9. Charlotte Shorter                    |                                               |  |  |       |  |  |                                               |  |  |                                  |  |
|                                                           |                    | 10. Charles FitzRoy, II duca di Grafton | 20. Henry FitzRoy, I duca di Grafton          |  |  |       |  |  |                                               |  |  |                                  |  |
|                                                           |                    | 10. Charles FitzRoy, II duca di Grafton | 20. Henry FitzRoy, I duca di Grafton          |  |  |       |  |  |                                               |  |  |                                  |  |
|                                                           |                    | 10. Charles FitzRoy, II duca di Grafton | 21. Isabella Bennet, II contessa di Arlington |  |  |       |  |  |                                               |  |  |                                  |  |
| 5. Isabella FitzRoy                                       |                    | 10. Charles FitzRoy, II duca di Grafton |                                               |  |  |       |  |  |                                               |  |  |                                  |  |
|                                                           |                    | 11. Henrietta Somerset                  | 22. Charles Somerset, marchese di Worcester   |  |  |       |  |  |                                               |  |  |                                  |  |
|                                                           |                    | 11. Henrietta Somerset                  | 22. Charles Somerset, marchese di Worcester   |  |  |       |  |  |                                               |  |  |                                  |  |
|                                                           |                    | 11. Henrietta Somerset                  | 23. Rebecca Child                             |  |  |       |  |  |                                               |  |  |                                  |  |
| 1. Francis Seymour-Conway, III marchese di Hertford       |                    | 11. Henrietta Somerset                  |                                               |  |  |       |  |  |                                               |  |  |                                  |  |
|                                                           | 12. Charles Ingram | 24. Arthur Ingram, III visconte Irvine  |                                               |  |  |       |  |  |                                               |  |  |                                  |  |
|                                                           | 12. Charles Ingram | 24. Arthur Ingram, III visconte Irvine  |                                               |  |  |       |  |  |                                               |  |  |                                  |  |
|                                                           | 12. Charles Ingram | 25. Isabella Machel                     |                                               |  |  |       |  |  |                                               |  |  |                                  |  |
| 6. Charles Ingram, IX visconte Irvine                     | 12. Charles Ingram |                                         |                                               |  |  |       |  |  |                                               |  |  |                                  |  |
|                                                           |                    | 13. Elizabeth Scarborough               | 26. Charles Scarborough                       |  |  |       |  |  |                                               |  |  |                                  |  |
|                                                           |                    | 13. Elizabeth Scarborough               | 26. Charles Scarborough                       |  |  |       |  |  |                                               |  |  |                                  |  |
|                                                           |                    | 13. Elizabeth Scarborough               | 27. Catherine Fraser                          |  |  |       |  |  |                                               |  |  |                                  |  |
| 3. Isabella Ingram                                        |                    | 13. Elizabeth Scarborough               |                                               |  |  |       |  |  |                                               |  |  |                                  |  |
|                                                           |                    | 14. Samuel Shepheard                    | 28. Samuel Shepheard                          |  |  |       |  |  |                                               |  |  |                                  |  |
|                                                           |                    | 14. Samuel Shepheard                    | 28. Samuel Shepheard                          |  |  |       |  |  |                                               |  |  |                                  |  |
|                                                           |                    | 14. Samuel Shepheard                    | 29. Mary Chamberlayne                         |  |  |       |  |  |                                               |  |  |                                  |  |
| 7. Frances Shepheard                                      |                    | 14. Samuel Shepheard                    |                                               |  |  |       |  |  |                                               |  |  |                                  |  |
|                                                           |                    | 15. N. Gibson                           | …                                             |  |  |       |  |  |                                               |  |  |                                  |  |
|                                                           |                    | 15. N. Gibson                           | …                                             |  |  |       |  |  |                                               |  |  |                                  |  |
|                                                           |                    | 15. N. Gibson                           | …                                             |  |  |       |  |  |                                               |  |  |                                  |  |
|                                                           |                    | 15. N. Gibson                           |                                               |  |  |       |  |  |                                               |  |  |                                  |  |